# 血液循環説
血液循環説（けつえきじゅんかんせつ、theory of the circulation of the blood）とは「血液は心臓から出て、動脈経由で身体の各部を経て、静脈経由で再び心臓へ戻る」という説。1628年にウイリアム・ハーベーによって唱えられた。

## 概要
血液の体内循環は中国において古くから知られており、紀元前2世紀には原理として理解され「黄帝内経」に「血管系は溝と擁壁でできた環状のトンネルのようなもので、血液がその通り道から逸脱したり、漏れ出たりしないように制御されている。」と述べられており、また血管の全長は概ね49メートルであると測定している。当時中国の医師は学生のために教室でポンプと竹管でできた装置を用い血液循環と心臓の働きを説明していた。
欧州では、かつて古代ギリシアのガレノスが、現在とは異なる内容の生理学理論をまとめ上げた。その影響で1600年代初頭の段階でも
- 通気系 - 空気由来の動脈血を全身に運ぶ血管系
- 栄養配分系 - 栄養を運ぶ血管系

と2系統に分けて考えられていた。肝臓で発生した血液は人体各部まで移動し、そこで消費されるとされ、循環は想定されていなかった。
16世紀に入りミカエル・セルヴェトゥス、ラエルド・コロンボ、アンドレア・チェザルピーノ、ジョルダーノ・ブルーノらがダマスカスのアラビア人で中国から学んだアル・ナフィースの著書で血液の体内循環を知った。その知識をもとにウイリアム・ハーベー（William Harvey1578年-1657年）は1628年に『動物における血液と心臓の運動について』 (Exercitatio anatomica de motu cordis et sanguinis in animalibus) において血液循環説を唱えた。発表当時これは激しい論争の的となり、1649年に反論に対する再反論の冊子をハーベーが発行した。中国ではごく古くから知られていた血液循環説は欧州においては長い時間をかけ受け入れられていった。